# ليلاند جاستن ويب
ليلاند جاستن ويب هو سياسي أمريكي، ولد في 5 أغسطس 1846 في Smithfield Township, Bradford County, Pennsylvania ‏ في الولايات المتحدة، وتوفي في 21 فبراير 1893 في توبيكا في الولايات المتحدة. نشط حزبياً في الحزب الجمهوري. وقد انتخب عضو مجلس نواب كنساس ‏.